# Littoraria melanostoma
Littoraria melanostoma is een slakkensoort uit de familie van de Littorinidae. De wetenschappelijke naam van de soort is voor het eerst geldig gepubliceerd in 1839 door Gray.